# Омер Лютфи-паша
Оме́р Лютфи́-паша́ (Оме́р-паша́, Ома́р-паша, тур. Ömer Lütfi Paşa), настоящее имя Михаил Латас (серб. Михаило /Мићо/ Латас; 24 сентября 1806, Янья Гора — 18 апреля 1871, Стамбул) — османский военачальник сербского происхождения, генералиссимус.

## Биография
Михаил Латас (иногда Латош) был сыном младшего офицера австрийской армии, серба по национальности. Родился в местечке Янья Гора, которое в то время находилось на территории Военной границы, входившей в Габсбургскую монархию.

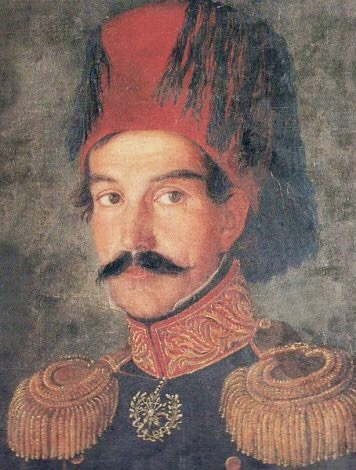
портрет Омера-паши в 1844

Был учителем в средней школе города Госпич, где он провел всего один год, пока не получил бесплатное место кадета в кадетской школе в Задаре. Сразу же после окончания кадетской школы в 1827 году из-за семейных проблем (его отец получил принудительную отставку из армии за кражу, что, практически, означало конец его военной карьеры) был вынужден эмигрировать в Боснию, в Гламоч, откуда он вскоре переехал в Баня-Луку, в поисках заработка на жизнь.
В Баня-Луке, по рекомендации своего мусульманского начальника, принял ислам и взял имя Омер (Омар). Через два года отправился в Видин. Там он был учителем рисования детей командира крепости, который был доволен его работой и рекомендовал Омера в Стамбул. С этой рекомендацией Омер стал первым преподавателем черчения в Османской военном коллеже, а затем учителем шахзаде (наследник престола) Абдул Меджида. Попал в адъютанты к В.Хшановскому, преобразователю турецкой армии, и в 1838 году стал полковником.
После вступления в 1839 году Абдул Меджида I на престол Омер Латас получил титул полковника.
В войну 1839 года против Мухаммеда Али Египетского Омер-паша дослужился до чина генерал-майора.
В 1840 году подавил восстание в Сирии, в 1842 году занимал пост главы эялета Триполи (Ливан). Отличился при подавлении восстания в Албании 1843—1844 годов, в 1845 году — снова в Сирии, в 1846 году боролся с мятежниками в Курдистане. Проявив себя успешным воином, Омар-паша, в достаточно молодом возрасте, получил чин мушира (маршал).
В 1848—1849 годах принимал участие в совместной с Россией оккупации Дунайских княжеств, в ходе которой в 1848 году отличился при занятии Валахии и 8 января 1849 года был удостоен ордена Святого Станислава 1-й степени.

## Действия на Балканах

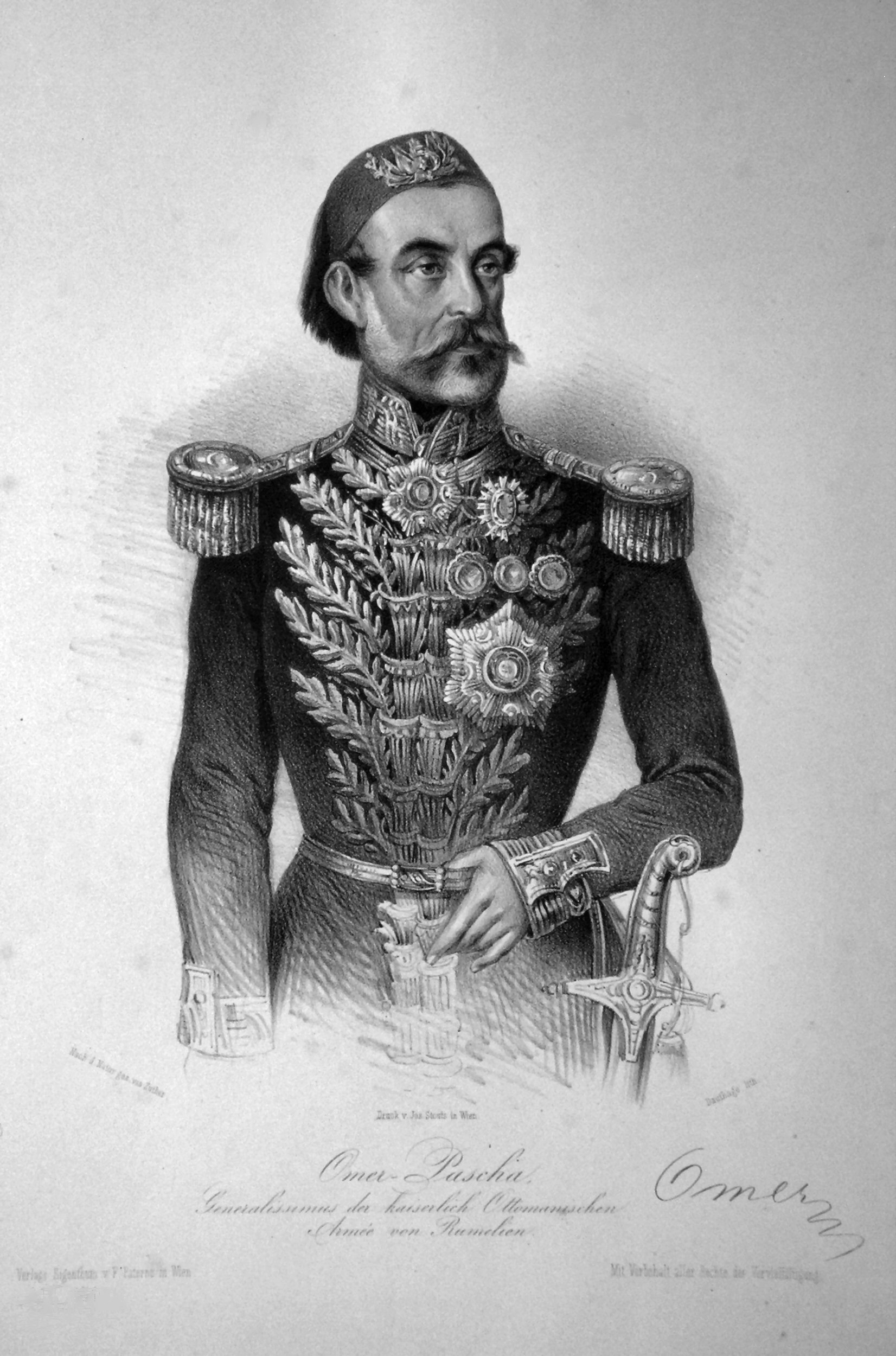
Омер-паша

На Балканах Омер-паша запомнился тем, что сломил сопротивление боснийских беев, которые противились реформам султана и сформировали в Боснии и Герцеговине сильную оппозицию, какой не было около 15 лет со времён Хусейн-бека Градашчевича. Какое-то время казалось, что боснийцы успокоились, но с революцией 1848 года их движение вспыхнуло с новой силой.
В 1849 году в Боснийской Краине вспыхнуло восстание против Османской империи, которое не мог подавить боснийский визирь Тахир-паша. После чего возникли аналогичные движения в других странах, среди противников реформы был визирь Герцеговины Али-паша Ризванбегович.
В мае 1850 года султан послал Омер-пашу в Боснию подавить восстание. Он прибыл в августе того же года и быстро и решительно утопил восстание в крови, арестовал основных лидеров, в том числе, Али-пашу, который был убит охранником 20 марта 1851 года.
В заключение попало около 1000 ага и беков, а около 400 в кандалах были отправлены в Стамбул. После этого Босния успокоилась, а феодальные отношения беков и ага были навсегда уничтожены. С тех пор Омер-пашу стали называть в Боснии «даур-паша» и величайшим врагом дворянства.
Когда в 1852 году произошел конфликт между Портой и черногорским князем Даниило I, Омер-паше было поручено верховное командование турецкой армией, действовавшей против черногорцев. Особых успехов в 1852 году достигнуто не было. К январю 1853 года Черногория была взята в кольцо окружения, которое постепенно стало сокращаться, но дальнейшим действиям помешало посредничество Австрии и России.

## Крымская война (1853−1856)

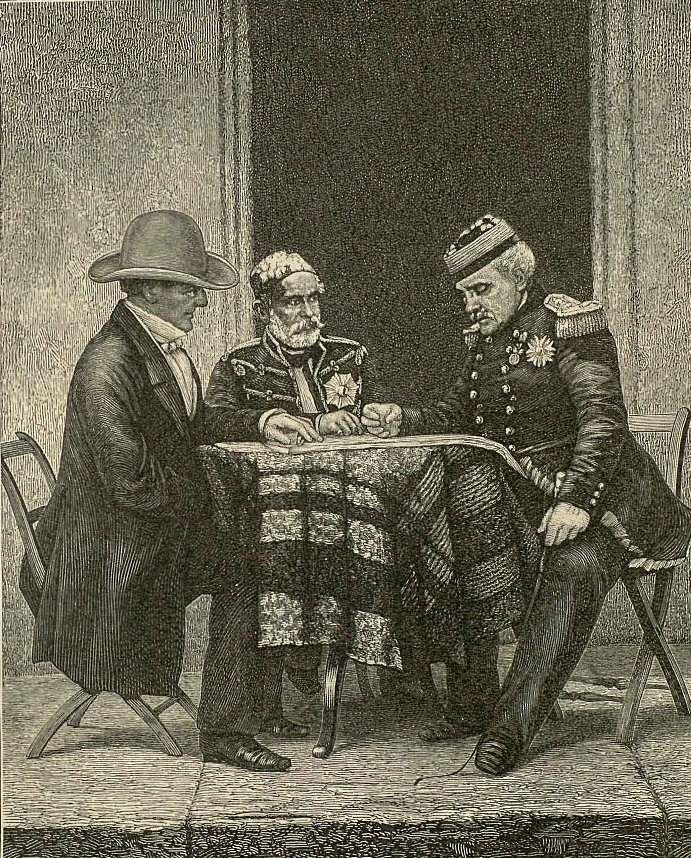
Лорд Раглан, Омер-паша и Пелисье под Севастополем в 1855 году

В начале Крымской войны 1853−1856 годов Омер-паша командовал турецкой армией, действовавшей на Дунайской линии. Он держался очень хорошо, и достиг звания сардарэкрем (фельдмаршал).
После ухода российской армии с Дуная, Омер-паша вместе с британскими и французскими союзниками принял участие в боевых действиях в Крыму. В конце января 1855 года он прибыл с 21 тысячью человек в Евпаторию, откуда предполагалось действовать на русские коммуникации в Крыму. Здесь он отличился отражением штурма Евпатории в феврале 1855 года.
С осени того же года Омер-паша принимал участие в боевых действиях на Кавказе. Его отряд отправлен был на судах к малоазиатским берегам, высадился в Батуме и двинулся на выручку осаждённому Карсу, но вернулся в Батум и 21 сентября высадился в Сухум-Кале, откуда вторгнулся в Мингрелию и овладел переправами на реке Ингури. В конце февраля 1856 года, прекратив дальнейшие действия, отплыл к Трабзону.

## Участие в других боевых действиях

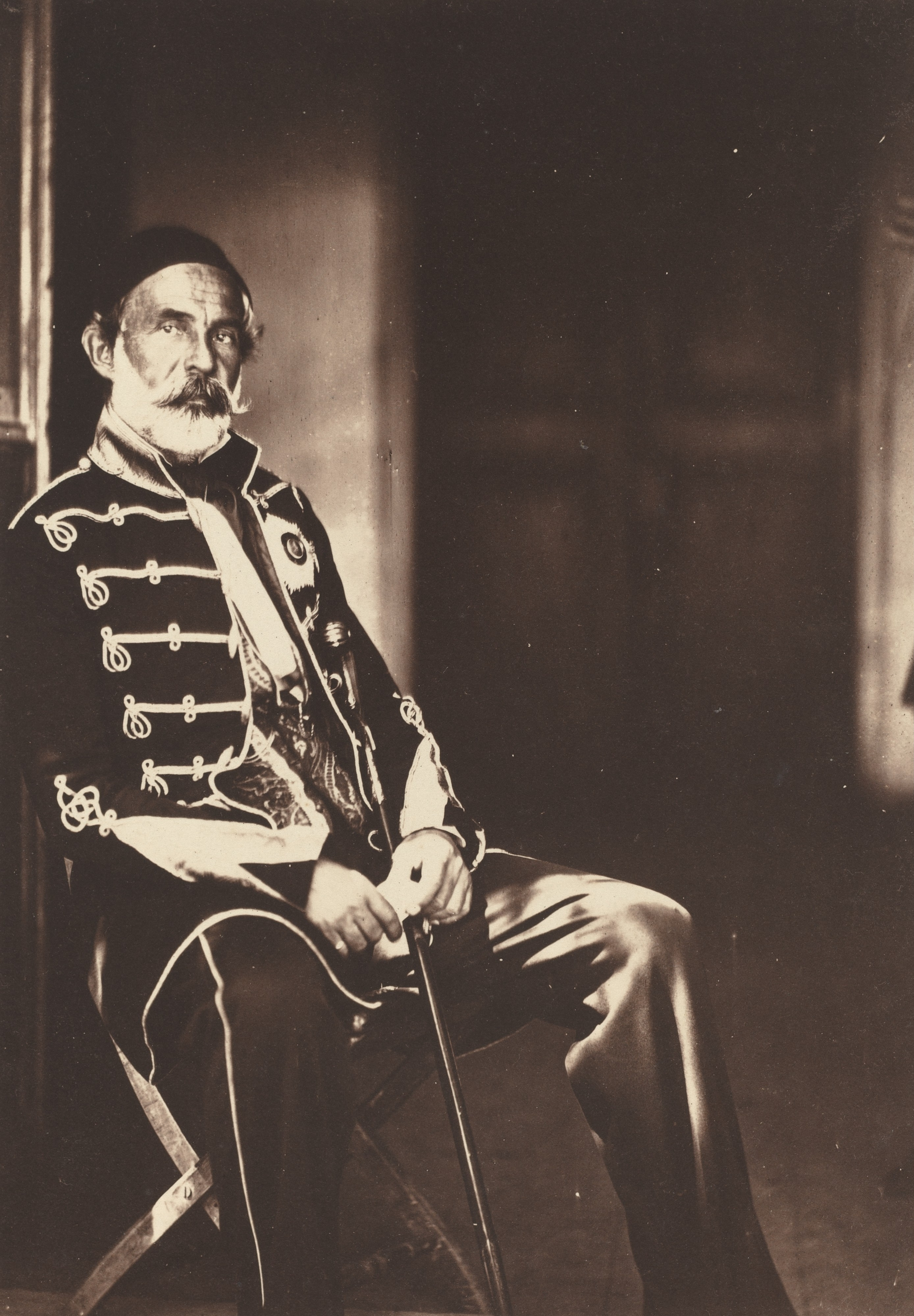
Омер-паша

С 1857 по 1859 годы Омер-паша командовал войсками в Месопотамии, где им было подавлено восстание. Из-за проявленной там жестокости он некоторое время находился в опале.
Но, в связи с надвигавшейся войной с Черногорией, из-за восстания Луки Вукаловича, в начале 1861 года Омер-паша вновь назначен верховным главнокомандующим войск, действовавших против черногорцев и в Герцеговине. Боевые действия Омер-паши приводят Черногорию в 1862 году к весьма тяжелому положению, в результате которого Черногория смогла сохранить независимость только благодаря великим державам.
Позднее, в 1867 году Омер-паша возглавлял подавление греческого восстания на острове Крит, но не имел там успеха. Из-за слабой поддержки турецкого флота и плохого снабжения он не смог в полной мере обеспечить блокаду острова.
На этом его военная карьера закончилась, и в 1868 году он вышел в отставку.

## Награды
- Орден Святого Станислава 1-й степени (8 января 1849, Российская империя)[3]
- Орден Святой Анны 1-й степени (11 января 1849, Российская империя)[3]

## Художественный образ
В середине XX века югославский писатель Иво Андрич, лауреат Нобелевской премии, в своем романе «Омерпаша Латас» изобразил жизнь и деятельность Омер-паши во время войны в Боснии и Герцеговине. В 1971 году по роману во Франции был снят приключенческий сериал под названием  «Омер-паша».